# Сасан
Сасан (пехл. 𐭮𐭠𐭮𐭠𐭭 Sāsān; перс. ساسان‎) — жрец в храме Анахиты в Истахре. Его отца звали Ахашверош, мать Сасана Рахаб была еврейка. Был женат на Рамбехешт, дочери правителя Парса, Гочихра, из рода Базрангидов. Использовал своё положение для продвижения по службе своего сына Папака. По другой версии, Папак выступает не сыном Сасана, Сасан был женат на дочери Папака, от брака которых родился Ардашир. Ардашир, в результате наследования власти от рода Барзанги и борьбы с парфянами, получил всю полноту власти в начале в Парсе, а затем во всём Иране. Стал основателем новой правящей династии, названной в честь Сасана, Сасанидской.